# Zelotes namibensis
Zelotes namibensis är en spindelart som beskrevs av FitzPatrick 2007. Zelotes namibensis ingår i släktet Zelotes och familjen plattbuksspindlar.
Artens utbredningsområde är Namibia. Inga underarter finns listade i Catalogue of Life.